# 朱利安-弗朗索瓦·兹宾登

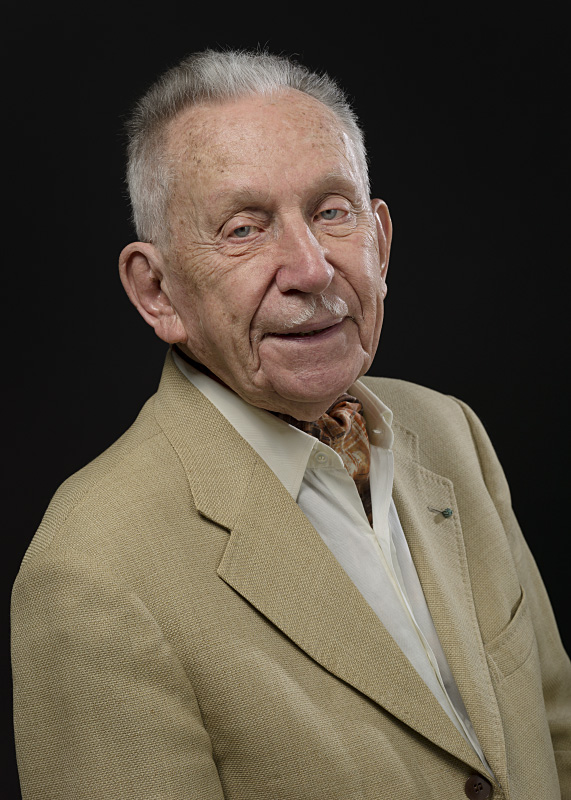
2015年的茲賓登

朱利安-弗朗索瓦·茲賓登（法語：Julien-François Zbinden；1917年11月11日—2021年3月8日）是一位瑞士作曲家，爵士鋼琴家。他是1956年的維尼奧夫斯基作曲大賽首獎得主。

## 生平
出生於沃州罗勒，於洛桑和日内瓦習琴。他的作曲技術乃是自學而來，不過他也從作曲家格贝尔（René Gerber）學習。1938年，茲賓登在一個爵士樂隊裡擔任鍵盤手。自1947年起他在洛桑的瑞士羅曼德廣播電台工作，起先擔任錄音部門的經理，1956年起任音樂部門主管。此外，他也曾二度擔任瑞士音樂作家權利協會（Société suisse pour les droits des auteurs d'œuvres musicales）的主席職務（1973年–1979年；1987年–1991年）。
近年活動
直到2017年為止，高齡100歲的茲賓登都有演出活動，且仍能公開演奏。
2021年3月8日，以103歲高齡謝世。

## 作品

### 作曲
茲賓登的作品逾百，類型多元，包括舞台作品，五首交響曲，協奏曲，室內樂，人聲等等。在他的作品中，可見爵士、新古典等風格的加入，此外他也受到阿蒂尔·奥涅格的影響。

#### 節選
- 短協奏曲（Concerto breve），為大提琴與樂團，作品36，1961年[註 1]
- 第5號交響曲，作品100

### 其它
- Jazz solo trio sextette（1952–1979年）
- It's the Talk of the Town（2007年）
- Last Call ...?（2010年）

## 獲獎與榮譽
- 維尼奧夫斯基作曲大賽首獎，1956年
- 法語廣播社群（Communauté radiophonique des programmes de langue française）大獎
- 瑞士廣播獎（the Swiss Radio Broadcasting Prize）
- 作曲與劇作家（Société des auteurs et compositeurs dramatiques）獎
- 洛桑國際藝術節（Festival international de Lausanne）之友
- 法國二等藝術與文學勳章，1978年[6]
- 拉威爾之友協會（Les Amis de Maurice Ravel）榮譽成員

## 延伸閱讀
- Michael Baumgartner: Zbinden, Julien-François. In Ludwig Finscher (edit.): Die Musik in Geschichte und Gegenwart. Second edition, personal section, volume 17 (Vina – Zykan). Bärenreiter/Metzler, Kassel among others 2007, ISBN 978-3-7618-1137-5（線上版本）  （页面存档备份，存于）
- Claude Tappolet.  2nd expanded. Geneva: Georg. 2010. ISBN 978-2-8257-0970-2 （法语）.

## 外部連結
- 官方网站
- musinfo.ch的生平歷略與作品目錄 （页面存档备份，存于）
- 托尼·塞塔 (Toni Cetta): 朱利安-弗朗索瓦·茲賓登在線上《瑞士歷史辭典》中的德文、法文或版詞條。 版本日期：2013-08-06。
- 朱利安-弗朗索瓦·茲賓登在WorldCat的作品紀錄 （页面存档备份，存于）